# Comuna Kozace, Putîvl
Kozace (în ucraineană Козаче) este o comună în raionul Putîvl, regiunea Sumî, Ucraina, formată din satele Kozace (reședința), Malușîne și Simeikîne.

## Demografie
Componența lingvistică a comunei Kozace
     Rusă (90,82%)
     Ucraineană (8,99%)
Conform recensământului din 2001, majoritatea populației comunei Kozace era vorbitoare de rusă (90,82%), existând în minoritate și vorbitori de ucraineană (8,99%).